# Real Federación Española de Rugby
La Real Federación Española de Rugby (RFER) es el organismo que gestiona el rugby en España. Fue fundada en 1922 en Barcelona. Su presidente es Juan Carlos Martín (Hansen). Se afilió a Rugby Europe en 1934 y a World Rugby en 1988.
En julio de 2023, el rey Felipe VI concedió el título de «Real» a la Federación, cambiando esta su denominación.

## Competiciones
Las competiciones que regula la Federación Española de Rugby son las siguientes:

### Rugby Union
Masculinas
- División de Honor
- División de Honor B
- Competición Nacional Sub-23
- Copa del Rey
- Supercopa de España

Femeninas
- División de Honor Femenina
- División de Honor B Femenina

### Rugby Sevens
- Campeonato Nacional de Rugby Seven (masculino y femenino)
- Series Nacionales de Rugby a Siete (masculino y femenino)

### Otras competiciones
Aparte de las competiciones citadas, la Federación Española de Rugby también se ocupa de regular los campeonatos nacionales de las categorías inferiores así como de las competiciones que enfrentan a las selecciones autonómicas.